# زبيغنيو ميسنر
زبيغنيو ستيفان ميسنر (بالبولندية: Zbigniew Messner)‏ (و. 1929 – 2014 م) هو اقتصادي، وسياسي بولندي، ولد في ستري، كان عضوًا في حزب العمال البولندي الموحد، توفي في وارسو، عن عمر يناهز 85 عاماً، بسبب نوبة قلبية.

## التعليم
تعلم في University of Economics in Katowice ‏.

## جوائز
حصل على جوائز منها:
- نيشان بولونيا ريستيتوتا من رتبة قائد بنجمة
- نيشان بولونيا ريستيتوتا من رتبة فارس
- نيشان بولونيا ريستيتوتا من رتبة قائد
- Medal of the National Education Commission  [لغات أخرى]‏.

## روابط خارجية
- زبيغنيو ميسنر على موقع مونزينجر (الألمانية)